# Вулиця Букова (Львів)
Вулиця Бу́кова — вулиця у Личаківському районі міста Львів, у місцевості Ялівець. Пролягає від вулиці Яловець до вулиці Винниківської.
Вулиця отримала сучасну назву у 1934 році. Забудована малоповерховими конструктивістськими будинками 1930-х—1960-х років, є і сучасні будівлі.
До 1958 року саме тут пролягала межа Львова, далі починалася територія села Гори, що належало до Винниківського району.